# Konrad Toeche-Mittler
Konrad Heinrich Ernst Siegfried Toeche-Mittler (* 7. Dezember 1869 in Berlin; † 20. August 1954 ebenda) war ein deutscher Verleger.
Er war der Sohn von Theodor Toeche-Mittler und trat dessen Nachfolge als Verlagschef bei E. S. Mittler & Sohn an, einem bedeutenden, damals dem Kaiser- und Königshaus und den herrschenden Kreisen in Berlin nahestehendem Verlag, der unter anderem für Militärliteratur bekannt war. Konrad Toeche-Mittler erweiterte das Verlagsprogramm stark auf nicht-militärische Themen wie Geschichte, Philosophie, Völkerkunde und Staatswissenschaft.
Toeche-Mittler studierte in Tübingen, München und Berlin Staatswissenschaften und wurde 1891 in Berlin promoviert. Danach absolvierte er eine Ausbildung als Buchhändler und Drucker in Wien und Leipzig. 1893 trat er in den Verlag E. S. Mittler ein und wurde 1896 Teilhaber. 1904 erhielt er den Titel königlicher Hofbuchhändler und Hofbuchdrucker und 1919 übernahm er nach dem Tod seines Vaters als alleiniger Inhaber den Verlag und die Druckerei, die Ende der 1920er Jahre über 400 Mitarbeiter hatte.
1939 erhielt er die Goethe-Medaille für Kunst und Wissenschaft.